# Charles, England
Charles är en by i civil parish Brayford, i distriktet North Devon, i grevskapet Devon i England. Byn är belägen 13 km från Barnstaple. Charles var en civil parish fram till 1986 när blev den en del av Brayford. Civil parish hade 203 invånare år 1961. Byn nämndes i Domedagsboken (Domesday Book) år 1086, och kallades då Carmes.